# 정남 나들목
정남 나들목(Jeongnam IC)은 경기도 화성시 정남면 보통리에 설치된 평택파주고속도로와 수도권제2순환고속도로의 2번 교차로이다. 이 나들목부터 봉담 나들목까지의 구간은 지방도 제309호선과 중복된다. 지방도 제309호선을 통해 정남면으로 진출할 수 있으며, 인근에 수원과학대학교가 있다.

## 연혁
- 2007년 10월 11일 : 나들목 신설을 위해 화성시 도시계획시설 교통광장에 정남면 보통리 일원을 정남 나들목으로 고시[1]
- 2009년 10월 29일 : 평택화성고속도로, 수도권제2순환고속도로 봉담 ~ 동탄 구간 개통과 함께 영업 개시[2]

## 구조물 정보
- 위치: 경기도 화성시 정남면 보통리
- 영업소: 경기도 화성시 정남면 세자로 197

## 접속하는 도로
- 지방도 제309호선 (세자로)

## 교통량 정보
| 요금소        | 통행량 (대/일) | 통행량 (대/일) | 통행량 (대/일) | 통행량 (대/일) | 통행량 (대/일) | 통행량 (대/일) | 통행량 (대/일) | 통행량 (대/일) | 통행량 (대/일) | 통행량 (대/일) | 각주  |
| 요금소        | 2009년         | 2010년         | 2011년         | 2012년         | 2013년         | 2014년         | 2015년         | 2016년         | 2017년         | 2018년         | 각주  |
| ------------- | -------------- | -------------- | -------------- | -------------- | -------------- | -------------- | -------------- | -------------- | -------------- | -------------- | ----- |
| 정남 (폐쇄식) | 3,879          | 5,313          | 6,259          | 6,454          | 7,315          | 7,840          | 1,526          | 1,095          | 2,121          | 2,120          | [ 3 ] |
| 요금소        | 2019년         |                |                |                |                |                |                |                |                |                | [ 3 ] |
| 정남 (폐쇄식) | 2,264          |                |                |                |                |                |                |                |                |                | [ 3 ] |